# Brecher (Zerkleinerungsmaschine)

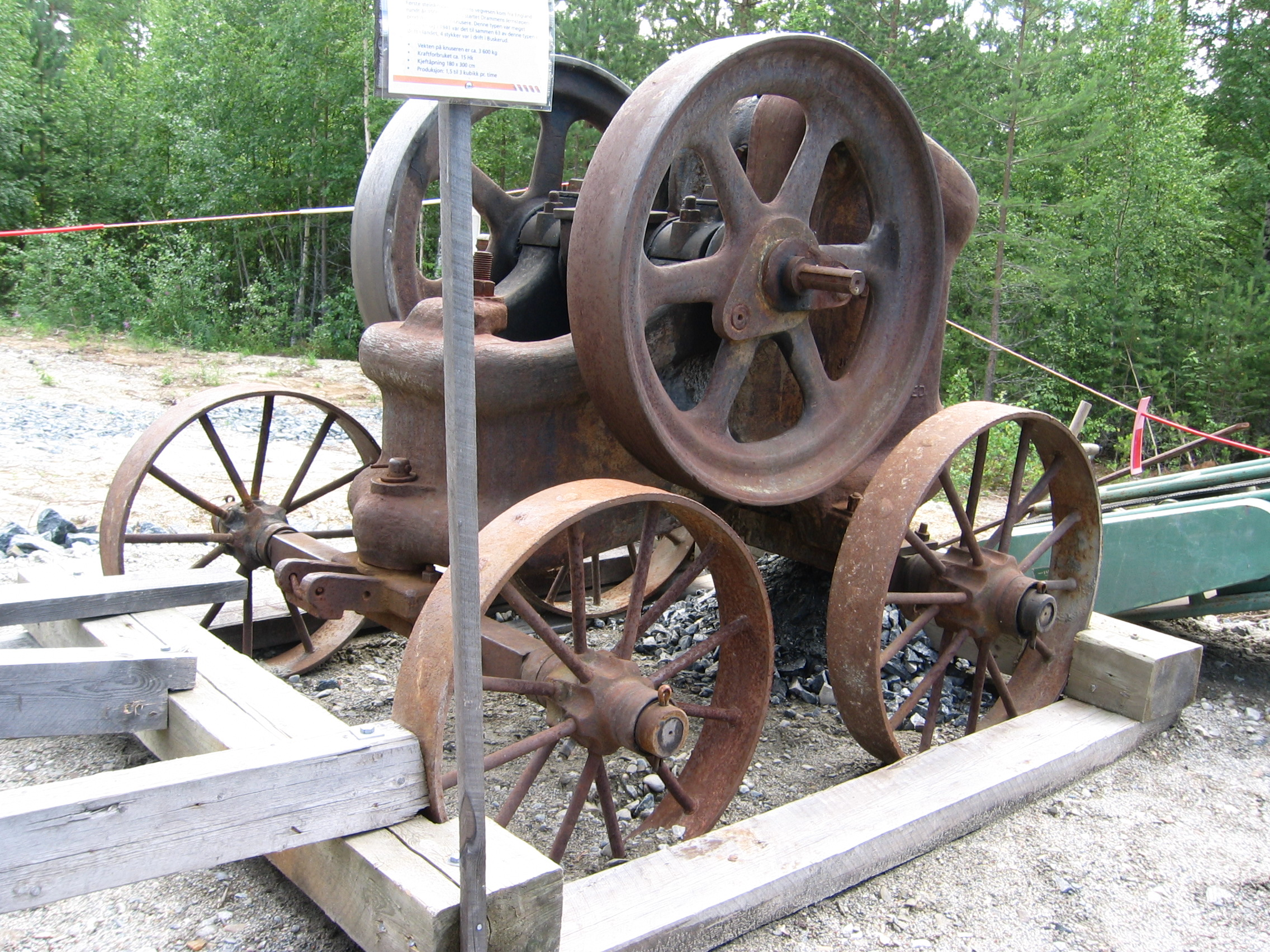
Steinbrecher Pendelknuser Dravn 3B, England um 1900, Buskerud Vegvesens Museum in Kongsberg, Norwegen; Mundmaß 180 × 300 cm, Durchsatz: 1,5–3 m³/h

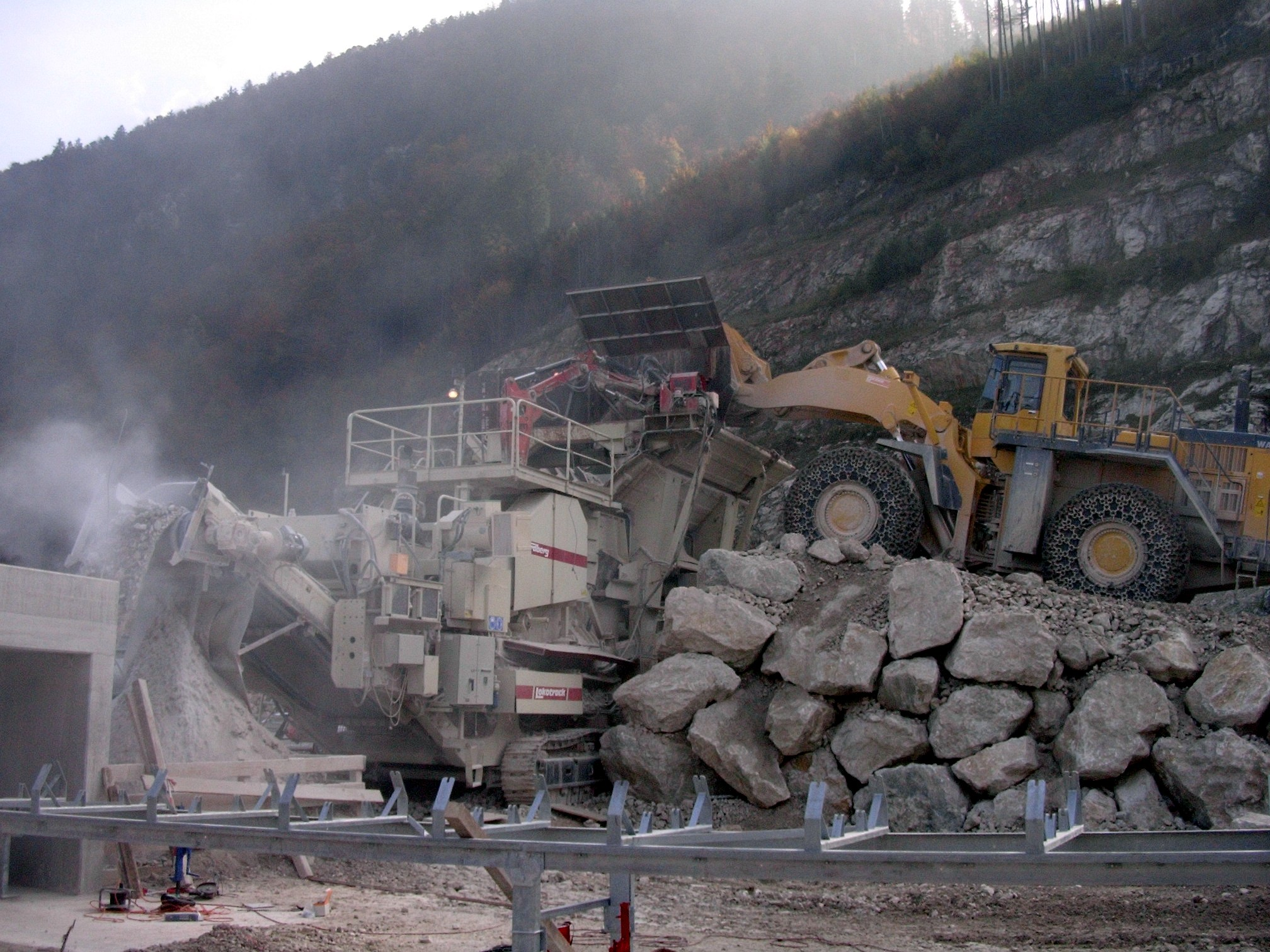
Mobiler Brecher im Steinbruch in Ebensee

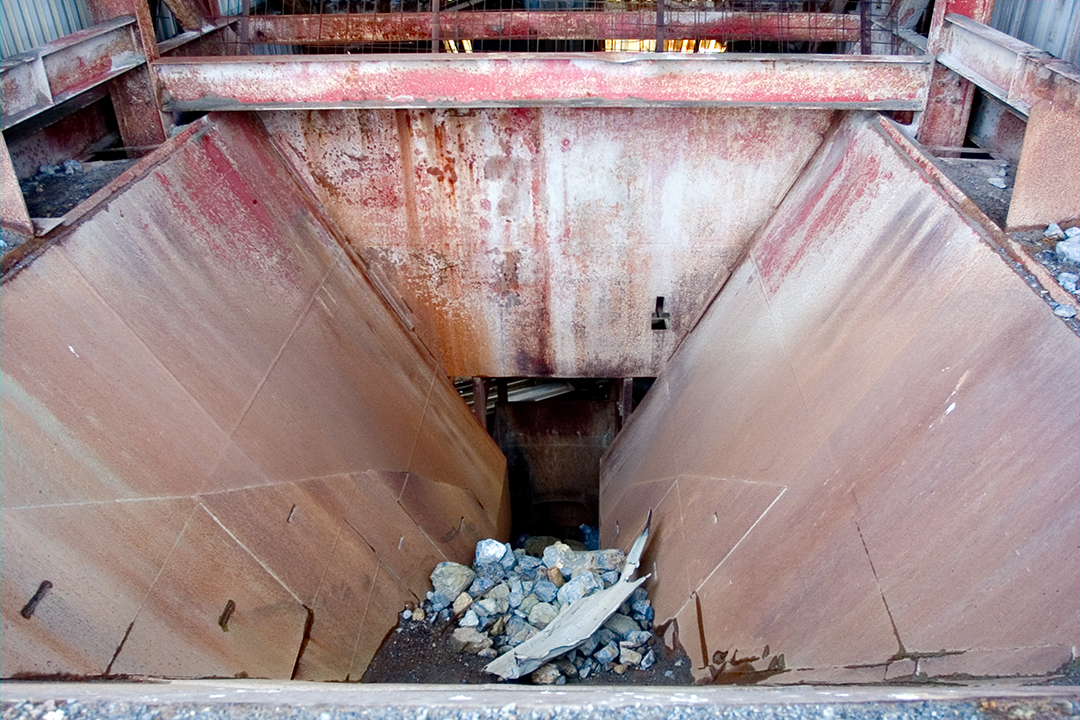
Blick in den Aufgabetrichter eines Gesteinsbrechers

Brecher sind Maschinen zur Zerkleinerung von stückigem Aufgabematerial zu kleineren Korngrößen im groben bis mittleren Größenbereich. Überwiegend werden sie zur Herstellung gebrochener Mineralstoffe aus Steinen verwendet, sind jedoch auch in der Lebensmittelindustrie z. B. in der Tierkörperverwertung anzutreffen.
Im Unterschied dazu spricht man von Mühlen, wenn die Zielkörnung im Fein- oder Feinstbereich sein soll. In der Regel wird diese Grenze bei einer Ziel-Korngröße im Bereich von 1 mm bis 10 mm gesehen. Die weiteste Verbreitung haben Brecher bei der industriellen Aufbereitung von mineralischen Rohstoffen, siehe Steinbruch, Kalkwerk, Kieswerk, Bergbau sowie von Sekundärmaterialien, siehe Recycling, Bauschutt. Brecher können sowohl stationär als auch mobil (auf Rädern oder auf Raupenketten) eingesetzt werden.

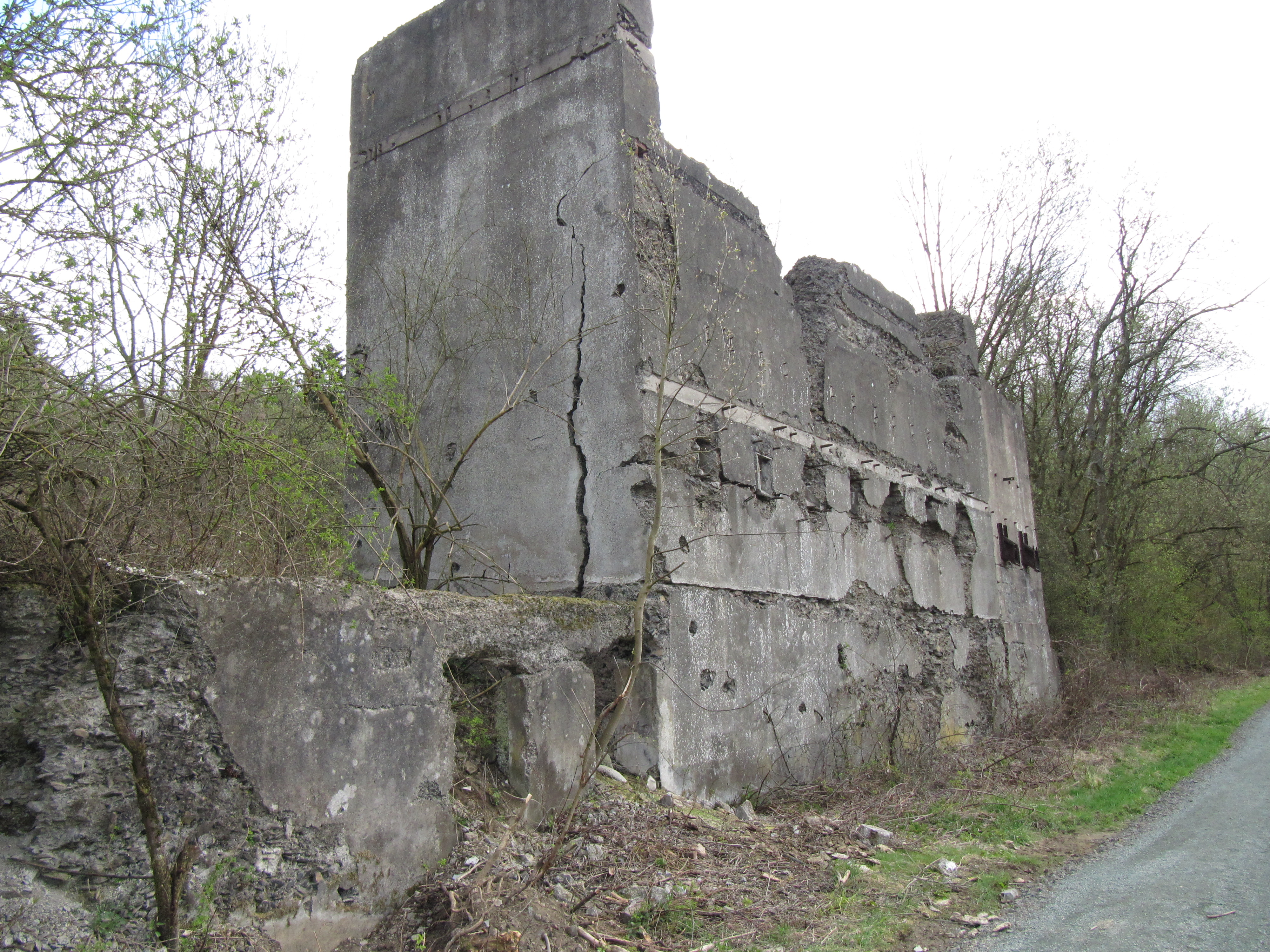
Ruine einer Klopfsteinmühle bei Beselich-Obertiefenbach, erbaut 1912

In früherer Zeit waren stationäre Anlagen die einzige Lösung zur Aufbereitung anfallender Baurestmassen. Mitte der 1990er Jahre hat sich mobiles Recycling mit kompakten Anlagen entwickelt und ist heute weltweit im Vormarsch. Mobile Brecher können sich nicht nur auf der Baustelle bewegen, sondern sind insgesamt mobil. Sie können aufgrund des relativ geringen Transportgewichts zum Ort der Aufbereitung gebracht werden, um dort direkt das Material zu recyceln. Im umgekehrten Fall ist das gesamte Material von der Baustelle zur stationären Aufbereitungsanlage zu transportieren, was mit Transportkosten verbunden ist und vermehrtes Lkw-Verkehrsaufkommen verursacht.

## Ziele der Zerkleinerung
- Reduzierung der oberen Korngrößen
- Veränderung der Korngrößenverteilung
- Veränderung der Kornform
- Selektives Aufschließen von Verbunden, um ein Vereinzeln und Freilegen der Einzelkomponenten zu erreichen

## Brechprinzipien
Brecher können nach dem vorherrschenden Brechprinzip eingeteilt werden.

### Druckzerkleinerung

Schematische Darstellung der Druckzerkleinerung

Die Zerkleinerungsenergie wirkt mit großer Kraft und geringer Geschwindigkeit auf das zu bearbeitende Gut.
Bauformen:
- Backenbrecher
- Kegelbrecher, auch Konus- oder Kreiselbrecher
- Walzenbrecher

### Prallzerkleinerung

Schematische Darstellung der Prallzerkleinerung

Das zu zerkleinernde Material trifft mit hoher Bewegungsenergie auf eine Arbeitsfläche. Bei Prallbrechern mit horizontaler Welle wird die Energie in die Arbeitsfläche (Rotor mit Schlagleisten) eingebracht, die dann auf das hereinströmende Gestein wirkt, und bei Prallbrechern mit vertikaler Welle wird das Material im Innern eines Rotors durch Zentrifugalkraft hoch beschleunigt, um dann gezielt außen gegen eine feststehende Arbeitsfläche geführt zu werden.
Bauformen:
- Prallbrecher bzw. Prallmühlen mit horizontaler Welle
- Prallbrecher bzw. Prallmühlen mit vertikaler Welle, auch Rotorbrecher
- Strahlmühle
- schnelllaufende Kegelbrecher

### Schlagzerkleinerung

Schematische Darstellung der Schlagzerkleinerung

Das Werkzeug wird beschleunigt und gegen das zu zerkleinernde Material geschlagen.
Bauformen:
- Hammerbrecher bzw. Hammermühle

### Scherzerkleinerung / Reibung

Schematische Darstellung der Scherzerkleinerung

Das zu zerkleinernde Gut befindet sich zwischen zwei Arbeitslinien (Scherung) oder Arbeitsflächen (Reibung), die Anpressdruck ausüben und zugleich in gegensätzliche Richtungen bewegt werden.
Bauformen:
- Schredder für Scherung
- Kugelmühle für Reibung

## Einsatzbereiche
- Herstellung von Sand, Kies, Splitt und Schotter in Steinbrüchen und Kieswerken
- Aufbereitung von Erzen, Salzen, Kohle, Mineralien im Bergbau
- Kohleaufbereitung im Kraftwerk
- Aufbereitung von Feststoffen in der chemischen und pharmazeutischen Industrie
- Aufbereitung von Zement
- Nahrungsmittelindustrie
- Recyclingindustrie
- Aufbereitung von Sekundärbaustoffen, wie z. B. Betonrecycling

## Beurteilung von Brechern
Hauptkriterium für die Beurteilung von Brechern ist die Zerkleinerungswirkung. Da jeder Brecher zwangsläufig nicht nur eine einzige gewünschte Korngröße, sondern immer ein Spektrum an Größen liefert, nimmt man zur Beurteilung den Vergleich der Korngrößenverteilung beim Aufgabegut gegenüber der Korngrößenverteilung beim Endprodukt. Diese Verteilungskurven werden Sieblinien genannt.
Typische Zerkleinerungsgrade bei der Gesteinsaufbereitung:
| Bezeichnung                    | Zerkleinerungsgrad |
| ------------------------------ | ------------------ |
| Primär-Kreiselbrecher          | 6 bis 8            |
| Backenbrecher                  | 3 bis 5            |
| Horizontal-Prallbrecher        | 5 bis 8            |
| Sekundär-Kegel-/Kreiselbrecher | 3 bis 4            |
| Vertikal-Prallbrecher          | 1,5 bis 3          |

Neben der Zerkleinerungswirkung können noch weitere Brecheffekte wichtig sein, wie zum Beispiel kubische Kornform, Bruchflächigkeit, Härte, Selektivität der Zerkleinerung. Weitere wichtige Aspekte sind Durchsatzleistung, Betriebsmittelkosten (vor allem für Verschleiß und Energieverbrauch), Investitionsaufwand und Wartungsfreundlichkeit.